# Любимый сын (политика)

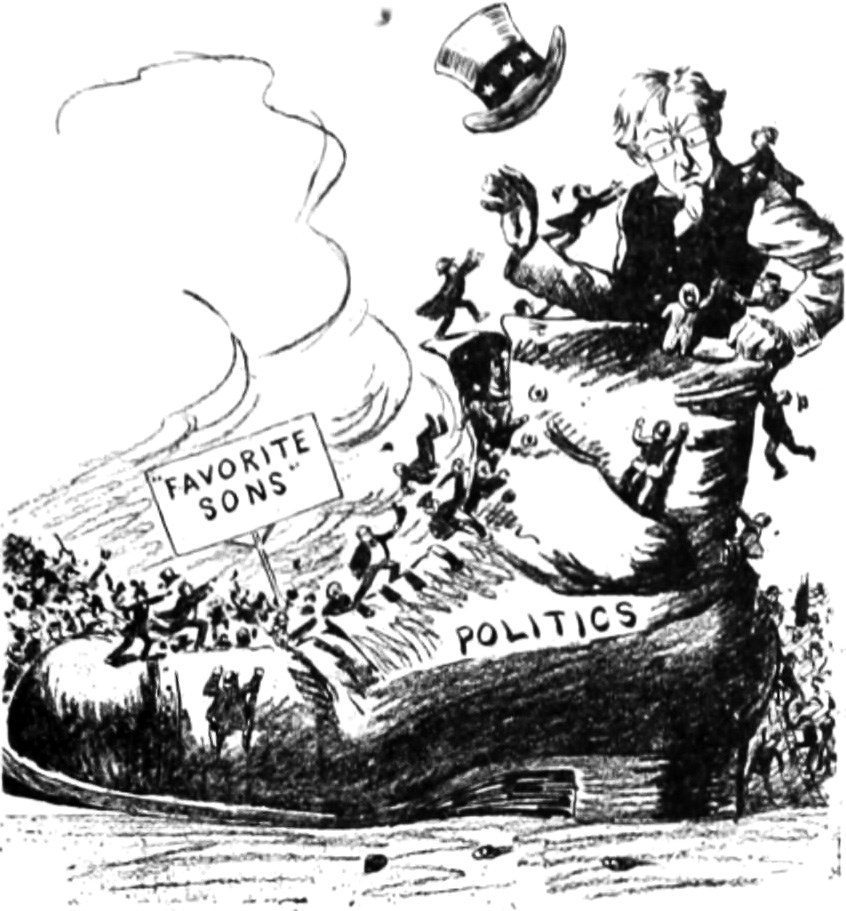
Карикатура, изображающая дядю Сэма, окружённого «любимыми сыновьями» разных штатов.

Любимый сын или любимая дочь — в контексте политики США термин, обозначающий кандидата в президенты, выдвинутого делегатами какого-либо штата без шансов на победу на партийном съезде (до внедрения системы праймериз кандидаты на выборах от американских партий определялись закулисными договорённостями между партийными лидерами). Привлекательность такого кандидата обычно была обусловлена его проживанием в каком-либо штате, а не политической программой. Эта стратегия позволяла политическим лидерам штатов вести переговоры с реальными кандидатами в обмен на поддержку их делегации в последующих турах голосования. Этот приём широко использовался в XIX и начале XX веков до начала массового применения праймериз. Термин «любимый сын» также используется для политиков, чья электоральная привлекательность исходила из факта проживания в определённом штате, а не  политических взглядов; в Соединенных Штатах кандидат в президенты обычно получает поддержку своего родного штата.

## Описание
Раньше на проводимых раз в четыре года съездах американских политических партий делегации штатов иногда выдвигали кандидатов в президенты от штата (или реже от отдельного региона штата), которые не имели привлекательности для других делегаций, и голосовали за него в первом туре голосования. Таким образом влиятельные политики штата могли вести переговоры с ведущими кандидатами в обмен на поддержку делегации в следующих турах голосования. Обычно (но не всегда) серьезные кандидаты избегали агитации в штатах, откуда выдвигались любимые сыновья. Если лидер партии в штате — обычно губернатор — не был уверен, кого из крупных кандидатов поддерживать, поддержка технического любимого сына могла позволить партии штата избежать внутренних споров. И наоборот, лидер местной партии, выбравший крупного кандидата, мог сам стать любимым сыном, чтобы не допустить проведения кампаний других кандидатов в штате или не допустить, чтобы конкурирующий политик штата занял это место. Любимый сын мог прямо объявлять о нежизнеспособности своей кандидатуры или вообще не быть кандидатом. Иногда любимые сыновья выдвигались с целью получить номинацию на пост вице-президента, должность в кабинете министров, усиления своей поддержки или политики или для саморекламы.

## История
Любимые сыновья часто участвовали в конвенциях в XIX и начале XX века, однако с тех пор как общенациональные кампании кандидатов и обязательные праймериз заменили непубличные договорённости, метод вышел из употребления. В начале 1970-х партийные правила были изменены и стали требовать выдвижения кандидата от более чем одного штата.